# Киселица (Дунајска Стреда)
Киселица (слч. Kyselica, мађ. Keszölcés) насељено је мјесто са административним статусом сеоске општине (слч. obec) у округу Дунајска Стреда, у Трнавском крају, Словачка Република.

## Становништво
| Година:    | 1994. | 2004.   | 2014.    | 2024. |
| ---------- | ----- | ------- | -------- | ----- |
| Број људи: | 124   | 136     | 150      | 270   |
| Разлика:   |       | +9,67 % | +10,29 % | +80 % |

| Година:    | 2023. | 2024.   |
| ---------- | ----- | ------- |
| Број људи: | 254   | 270     |
| Разлика:   |       | +6,29 % |

Према подацима о броју становника из 2011. године насеље је имало 146 становника.